# Karel Tuytschaever
Karel Tuytschaever (1985) is een Belgisch acteur, danser, regisseur, choreograaf, (toneel)auteur en docent.
Tuytschaever studeerde in 2007 af aan het Herman Teirlinck Instituut, in de klas van Dora van der Groen. Hij werkt als acteur voor theater, tv en film en maakt eigen werk als auteur, regisseur en choreograaf.
Sinds 2009 is Tuytschaever onder meer docent spel- en bewegingstraining aan het Koninklijk Conservatorium Antwerpen. Hij coacht en geeft workshops voor onder meer Toneelhuis, HETPALEIS, KunstZ, OPENDOEK, Universiteit Antwerpen en de Amsterdamse Hogeschool voor de Kunsten.

## Acteur
Als acteur stond hij op de planken in voorstellingen bij onder meer De Tijd, Toneelhuis, Schauspielhaus Wien, HETPALEIS, Detheatermaker, Lab. Troubleyn/Jan Fabre, De parade, Kaaitheater, Barre Weldaad, Frascati, Hertogs-Haest en Over het IJ.
Op tv was hij te zien in de series Witse, Zone stad, Aspe, Binnenstebuiten, Crimi clowns, Familie, De vijfhoek, De kroongetuigen, Professor T., Code 37, Tom & Harry, Tytgat Chocolat, Zie mij graag en De Ridder. Hij is ook te zien in verscheidene Vlaamse kortfilms, zoals onder andere Rotkop, Do you know what love is en De handel in emotionele goederen.

## Eigen creatie
Als maker werkte Tuytschaever op het snijvlak tussen theater, dans en film. Dit leidde onder meer tot de installatie 0000.5 (2009), de dansstukken Empty (2009) en Slave to the meat (2012), de theatervoorstelling Pia Madre (2013), de film Bare Romance (2014) en de inclusieve dansvoorstelling De gedekende (2015).
Als auteur produceerde hij de tekststudie Man (2010), de toneelteksten Oksel (2012) en De zoon (2014) en het essay De anatomie van het identiteitsloze lichaam (2014).
In 2015 richtte hij ter ondersteuning van zijn werk het gezelschap BARRY op.